# 锡奥讷
锡奥讷（法語：Sionne，法語發音：[sjɔn] ⓘ）是法国大東部大區孚日省的一个市镇，属于讷沙托区。

## 地理
锡奥讷（48°23'34"N, 5°38'23"E）面积11.79 平方千米，位于法国大東部大區孚日省，该省份为法国东北部内陆省份，北起默兹省和默尔特-摩泽尔省，西接上马恩省，南至上索恩省和贝尔福地区省，东临上莱茵省和下莱茵省。
与锡奥讷接壤的市镇（或旧市镇、城区）包括：谢尔米塞、库塞、弗勒贝库尔、米德勒沃、蒙莱讷沙托、瑟罗蒙。

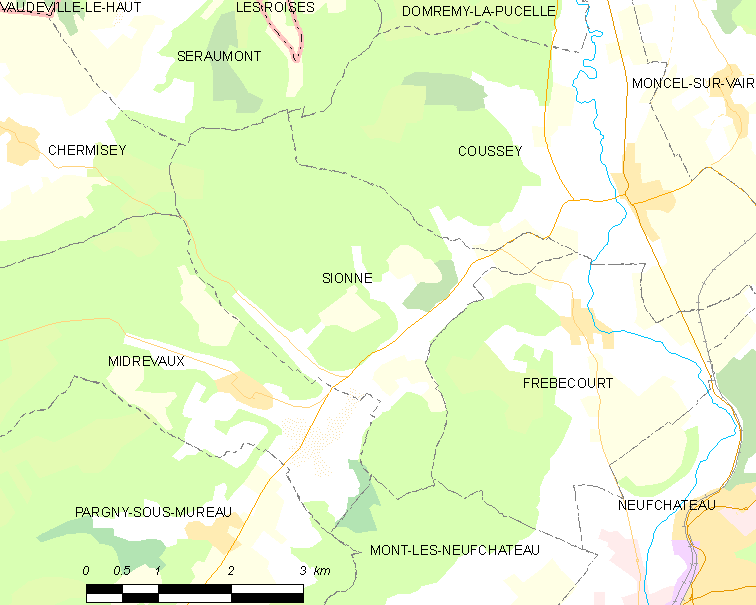
锡奥讷的OSM定位图

锡奥讷的时区为UTC+01:00、UTC+02:00（夏令时）。

## 行政
锡奥讷的邮政编码为88630，INSEE市镇编码为88457。

## 政治
锡奥讷所属的省级选区为讷沙托县。

## 人口

1962-2008年间锡奥讷人口变化图示

锡奥讷于2022年1月1日时的人口数量为141人。